# Habitatge a l'avinguda de la Generalitat (el Papiol)
L'Habitatge a l'avinguda de la Generalitat és una obra eclèctica del Papiol (Baix Llobregat) inclosa a l'Inventari del Patrimoni Arquitectònic de Catalunya.

## Descripció
Edifici de planta rectangular, construïda sobre un gran desnivell. Les façanes anterior i posterior són simètriques. A la principal, que dona a l'Av. Generalitat, hi han dues portes, cadascuna limitada per dues finestres a banda i banda. Les finestres i la capçalera estan decorades amb unes arcuacions cegues curvilínies que segueixen el ritme de la garlanda que decora la façana i es troba sota una decoració en forma d'escut. La cornisa, esgrafiada, es prolonga en degradació escalonada des del centre als extrems. Corona la façana un objecte daurat de forma esfèrica amb base de peanya.